# Rodolfo II di Vermandois
Rodolfo II di Vermandois (1145 – 17 giugno 1167) fu Conte di Vermandois e di Valois, dal 1160 alla sua morte.

## Origine
Secondo la Flandria Generosa (Continuatio Bruxellensis) Rodolfo era fratello di Elisabetta di Vermandois, che, come ci confermano gli Annales Blandinienses, Elisabetta era la figlia primogenita del siniscalco di Francia, il conte di Vermandois e di Valois, Raul I di Vermandois e della sua seconda moglie Petronilla d'Aquitania, che, secondo la Chronique de Guillaume de Nangis, era la figlia femmina secondogenita del duca di Aquitania, duca di Guascogna e conte di Poitiers Guglielmo X il Tolosano e della sua prima moglie, Aénor di Châtellerault († dopo il 1130), figlia del visconte Americo I di Châtellerault e della Maubergeon, che al momento della sua nascita era l'amante di suo nonno Guglielmo IX il Trovatore. Anche la Chronica Albrici Monachi Trium Fontium, conferma gli ascendenti di Petronilla, in quanto la cita come sorella della regina consorte di Francia, duchessa d'Aquitania e Guascogna e contessa di Poitiers, Eleonora, che poi sarà anche regina consorte d'Inghilterra.
Raul I di Vermandois, secondo la Genealogiæ Scriptoris Fusniacensis, era il figlio maschio primogenito del conte di Vermandois e di Valois Ugo di Francia detto il Grande, fratello del re di Francia Filippo I e della contessa di Vermandois e di Valois, Adelaide di Vermandois. I nonni paterni di Raul I erano Enrico I di Francia e Anna di Kiev, quelli materni Erberto IV di Vermandois e Alice di Valois.

## Biografia
Dopo che nel 1137 sua zia Eleonora ebbe sposato Luigi, erede del trono di Francia, sua madre Petronilla fu al seguito degli sposi nel loro viaggio verso Parigi; il re di Francia Luigi VI morì il primo di agosto del 1137, quando gli sposi erano ancora in viaggio per Parigi.
Petronilla seguì la sorella, ora regina consorte di Luigi VII, alla corte di Francia e dopo poco tempo si innamorò del conte di Vermandois e Valois Rodolfo, che era già sposato a Eleonora di Blois, sorella del conte di Champagne Tibaldo IV di Blois.
Petronilla allora fece pressione sulla sorella Eleonora affinché convincesse il marito Luigi VII a favorire la separazione di Rodolfo dalla moglie. Il re convinse tre arcivescovi del regno di Francia a sciogliere il matrimonio di Rodolfo ed Eleonora di Blois per motivi di consanguineità, permettendo così il matrimonio tra Petronilla e Rodolfo. Il matrimonio fu celebrato nel 1142, come ci viene confermato dalla Historiæ Tornacenses.
Rodolfo, quando nacque nel 1145, aveva un fratellastro maggiore, Ugo (9 aprile 1127 - 4 novembre 1212), nato dal primo matrimonio del padre con Éléonore di Blois, e una sorella, Elisabetta. Dopo di lui nacque un'altra sorella, Eleonora.
Ma non tardarono le proteste (Eleonora di Blois era sorella anche del re d'Inghilterra Stefano di Blois) e, non molto tempo dopo, in un concilio a Lagny-sur-Marne, sotto la presidenza di un legato pontificio, i tre arcivescovi troppo accomodanti vennero scomunicati e la loro decisione annullata, il nuovo matrimonio considerato non valido (il papa Innocenzo II aveva giudicato illegittimo il matrimonio) e le contee di Rodolfo furono poste sotto interdetto. Ne seguì un conflitto tra Tibaldo IV di Blois e il padre di Rodolfo, Rodolfo I che aveva l'appoggio del cognato, Luigi VII. Dopo avere raggiunto un accordo fu ristabilita la pace e ai suoi genitori Rodolfo e Petronilla fu confermata la scomunica, dato che continuavano a convivere nonostante il loro matrimonio fosse stato annullato; secondo Patrick van Kerrebrouck. La scomunica fu annullata, nel 1148, dopo che il papa Eugenio III a Reims aveva convalidato l'annullamento del matrimonio di Rodolfo ed Eleonora.
Il matrimonio dei suoi genitori terminò tra il 1151 e il 1152, contemporaneamente al raffreddarsi del rapporto tra sua zia, Eleonora e il re di Francia Luigi VII, con la separazione e il divorzio tra Petronilla e Rodolfo.
Suo padre, Rodolfo morì l'anno dopo, dopo essersi sposato per la terza volta con Laurette d'Alsazia, figlia di Teodorico di Alsazia. Le contee, alla morte di Rodolfo, vennero ereditate dal fratellastro maggiore Ugo II.
Di sua madre, Petronilla, non si conosce la data esatta della morte, che avvenne dopo il 24 ottobre 1153.
Sua zia, Eleonora d'Aquitania, nel 1152, dopo avere divorziato da Luigi VII di Francia poche settimane dopo si era risposata con Enrico, conte d'Angiò e duca di Normandia, futuro re d'Inghilterra.
Nel 1157, come ci confermano gli Annales Blandinienses, sua sorella primogenita Elisabetta venne data in moglie all'erede della contea di Fiandra Filippo.
Ancora la Flandria Generosa (Continuatio Bruxellensis), oltre a confermare il matrimonio di Elisabetta e Filippo, ci informa che, nel frattempo, il Vermandois era passato a Rodolfo, che divenne Rodolfo II di Vermandois (il fratellastro Ugo II aveva abdicato per potere divenire frate con il nome di Felice di Valois), che, nel 1160, secondo la Flandria Generosa (Continuatio Claromariscensis), sposò la sorella di suo cognato Filippo, Margherita, che, secondo la Flandria Generosa (Continuatio Claromariscensis) era la figlia femmina secondogenita del conte delle Fiandre, Teodorico di Alsazia (1099 circa – 4 gennaio 1168) e di Sibilla d'Angiò (1112 circa – 1165), che, anche se l'arcivescovo, Guglielmo, della città di Tiro, nell'odierno Libano, nel suo Historia rerum in partibus transmarinis gestarum ce la presenta come figlia femmina primogenita era la figlia femmina secondogenita del conte d'Angiò e conte di Tours, conte consorte e poi conte del Maine e infine reggente del Principato di Antiochia e re consorte del Regno di Gerusalemme, Folco il Giovane, e della contessa del Maine, Eremburga, figlia unica del conte del Maine, Elia I e di Matilde, come riporta nella sua Historia Ecclesiastica, Pars II, Liber IV del monaco e cronista medievale, Orderico Vitale, signora di Château-du-Loir, figlia di Gervaso, signore di Château-du-Loir.
Rodolfo II, sempre secondo la Flandria Generosa (Continuatio Claromariscensis), si ammalò di lebbra prima che le nozze potessero essere consumate; secondo Patrick Van Kerrebrouck, storico francese specializzato nella genealogia dei personaggi dell'Alto Medioevo, Rodolfo si ammalò nel 1163 e fu costretto, pur mantenendo il titolo, a delegare il governo delle contee alla sorella Elisabetta e al cognato Filippo. Louis Duval-Arnoul, nel suo Les dernières années du comte lépreux Raoul de Vermandois (v. 1147-1167...) et la dévolution de ses provinces à Philippe d'Alsace, produce due documenti, uno antecedente e uno del 1167, di Rodolfo, controfirmati dal cognato, Filippo.
Rodolfo morì di lebbra nel 1167 senza lasciare eredi. Le contee andarono quindi a Elisabetta e, jure uxorio, a Filippo.
Nell'aprile del 1169, per sigillare la riconciliazione tra la casa di Fiandra e quella di Hainault fortemente voluta dal fratello Filippo, sua moglie Margherita sposò Baldovino (1150-1195), figlio ed erede, secondo il Gisleberti Chronicon Hanoniense, del Conte di Hainaut Baldovino IV e della moglie, Alice di Namur.

## Discendenza
Il matrimonio di Rodolfo II e Margherita non diede alcuna discendenza, anche perché non fu consumato come ci dice la Flandria Generosa (Continuatio Claromariscensis).
Di Rodolfo non si conosce nessun'altra discendenza.

## Ascendenza
|                          |                          |                                     | Genitori                      |  |  | Nonni |  |  | Bisnonni            |  |  | Trisnonni             |  |
|                          |                          |                                     |                               |  |  |       |  |  | Enrico I di Francia |  |  | Roberto II di Francia |  |
|                          |                          |                                     |                               |  |  |       |  |  | Enrico I di Francia |  |  | Roberto II di Francia |  |
|                          |                          | Costanza d'Arles                    |                               |  |  |       |  |  | Enrico I di Francia |  |  |                       |  |
| Ugo I di Vermandois      |                          |                                     |                               |  |  |       |  |  | Enrico I di Francia |  |  |                       |  |
|                          |                          | Anna di Kiev                        | Jaroslav I di Kiev            |  |  |       |  |  |                     |  |  |                       |  |
|                          |                          | Anna di Kiev                        | Jaroslav I di Kiev            |  |  |       |  |  |                     |  |  |                       |  |
|                          |                          | Anna di Kiev                        | Ingegerd Olofsdotter          |  |  |       |  |  |                     |  |  |                       |  |
| Raul I di Vermandois     |                          | Anna di Kiev                        |                               |  |  |       |  |  |                     |  |  |                       |  |
|                          |                          | Erberto IV di Vermandois            | Ottone I di Vermandois        |  |  |       |  |  |                     |  |  |                       |  |
|                          |                          | Erberto IV di Vermandois            | Ottone I di Vermandois        |  |  |       |  |  |                     |  |  |                       |  |
|                          |                          | Erberto IV di Vermandois            | Patia                         |  |  |       |  |  |                     |  |  |                       |  |
| Adelaide di Vermandois   |                          | Erberto IV di Vermandois            |                               |  |  |       |  |  |                     |  |  |                       |  |
|                          |                          | Adele di Valois                     | Raoul III di Valois           |  |  |       |  |  |                     |  |  |                       |  |
|                          |                          | Adele di Valois                     | Raoul III di Valois           |  |  |       |  |  |                     |  |  |                       |  |
|                          |                          | Adele di Valois                     | Adele de Bar-sur-Aube         |  |  |       |  |  |                     |  |  |                       |  |
| Rodolfo II di Vermandois |                          | Adele di Valois                     |                               |  |  |       |  |  |                     |  |  |                       |  |
|                          | Guglielmo IX d'Aquitania | Guglielmo VIII di Aquitania         |                               |  |  |       |  |  |                     |  |  |                       |  |
|                          | Guglielmo IX d'Aquitania | Guglielmo VIII di Aquitania         |                               |  |  |       |  |  |                     |  |  |                       |  |
|                          | Guglielmo IX d'Aquitania | Hildegarda di Borgogna              |                               |  |  |       |  |  |                     |  |  |                       |  |
| Guglielmo X di Aquitania | Guglielmo IX d'Aquitania |                                     |                               |  |  |       |  |  |                     |  |  |                       |  |
|                          |                          | Filippa di Tolosa                   | Guglielmo IV di Tolosa        |  |  |       |  |  |                     |  |  |                       |  |
|                          |                          | Filippa di Tolosa                   | Guglielmo IV di Tolosa        |  |  |       |  |  |                     |  |  |                       |  |
|                          |                          | Filippa di Tolosa                   | Emma di Mortain               |  |  |       |  |  |                     |  |  |                       |  |
| Petronilla d'Aquitania   |                          | Filippa di Tolosa                   |                               |  |  |       |  |  |                     |  |  |                       |  |
|                          |                          | Aymery, I visconte di Châtellerault | Boson II de Châtellerault     |  |  |       |  |  |                     |  |  |                       |  |
|                          |                          | Aymery, I visconte di Châtellerault | Boson II de Châtellerault     |  |  |       |  |  |                     |  |  |                       |  |
|                          |                          | Aymery, I visconte di Châtellerault | Aleanor de Thouars            |  |  |       |  |  |                     |  |  |                       |  |
| Aénor di Châtellerault   |                          | Aymery, I visconte di Châtellerault |                               |  |  |       |  |  |                     |  |  |                       |  |
|                          |                          | Dangerose de l'Isle Bouchard        | Barthelemy de L'Isle Bouchard |  |  |       |  |  |                     |  |  |                       |  |
|                          |                          | Dangerose de l'Isle Bouchard        | Barthelemy de L'Isle Bouchard |  |  |       |  |  |                     |  |  |                       |  |
|                          |                          | Dangerose de l'Isle Bouchard        | Gerberge de Blaison           |  |  |       |  |  |                     |  |  |                       |  |
|                          |                          | Dangerose de l'Isle Bouchard        |                               |  |  |       |  |  |                     |  |  |                       |  |

### Fonti primarie
- (LA)  Orderici Vitalis, Historia Ecclesiastica, tomus II.
- (LA)  Orderici Vitalis, Historia Ecclesiastica, tomus unicus.
- (LA)  Orderici Vitalis, Histoira Ecclesiastica.
- (LA)  Monumenta Germaniae Historica, Scriptores, tomus XXI.
- (LA)  Monumenta Germaniae Historica, Scriptores, tomus XXIII.
- (LA)  Monumenta Germaniae Historica, Scriptores, tomus XIV.
- (LA)  Monumenta Germaniae Historica, Scriptores, tomus IX.
- (LA)  Monumenta Germaniae Historica, Scriptores, tomus XIII.
- (LA)  Monumenta Germaniae Historica, Scriptores, tomus V.
- (LA)  Historia Rerum in partibus transmarinis gestarum.
- (LA)  Chronique de Guillaume de Nangis.

### Letteratura storiografica
- Louis Alphen, La Francia: Luigi VI e Luigi VII (1108-1180), collana Storia del mondo medievale, vol. V, 1999,  pp. 705-739.
- William John Corbett, Inghilterra: 1087-1154, in: Storia del mondo medievale, vol. VI, 1999, pp. 56–98
- (FR)  Les dernières années du comte lépreux Raoul de Vermandois (v. 1147-1167...) et la dévolution de ses provinces à Philippe d'Alsace